# アフマドナガル王国

アフマドナガル王国

アフマドナガル王国（アフマドナガルおうこく, Ahmadnagar Sultanate）は、15世紀末から17世紀前半にかけて、インドのデカン西部に存在したイスラーム王朝（1490年 - 1633年あるいは1636年）。ニザーム・シャーヒー朝（Nizam Shahi dynasty）とも呼ばれる。デカン・スルターン朝の一つ。首都はアフマドナガル、パリンダー、ダウラターバード。

## 歴史

### アフマドナガル王国の成立
バフマニー朝末期、1481年に宰相マフムード・ガーワーン が暗殺され内部抗争で王国が衰退すると、1480年代後半より地方長官である総督がバフマニー朝から独立の動きを見せはじめた。
デカン西部では、1489年からダウラターバード総督アフマド・ニザームル・ムルクが独立の動きを見せはじめた。そして、1490年にバフマニー朝から独立を宣言し、アフマドナガルを首都にアフマドナガル王国（ニザーム・シャーヒー朝）を建国した。

### アフマドナガル王国の強勢

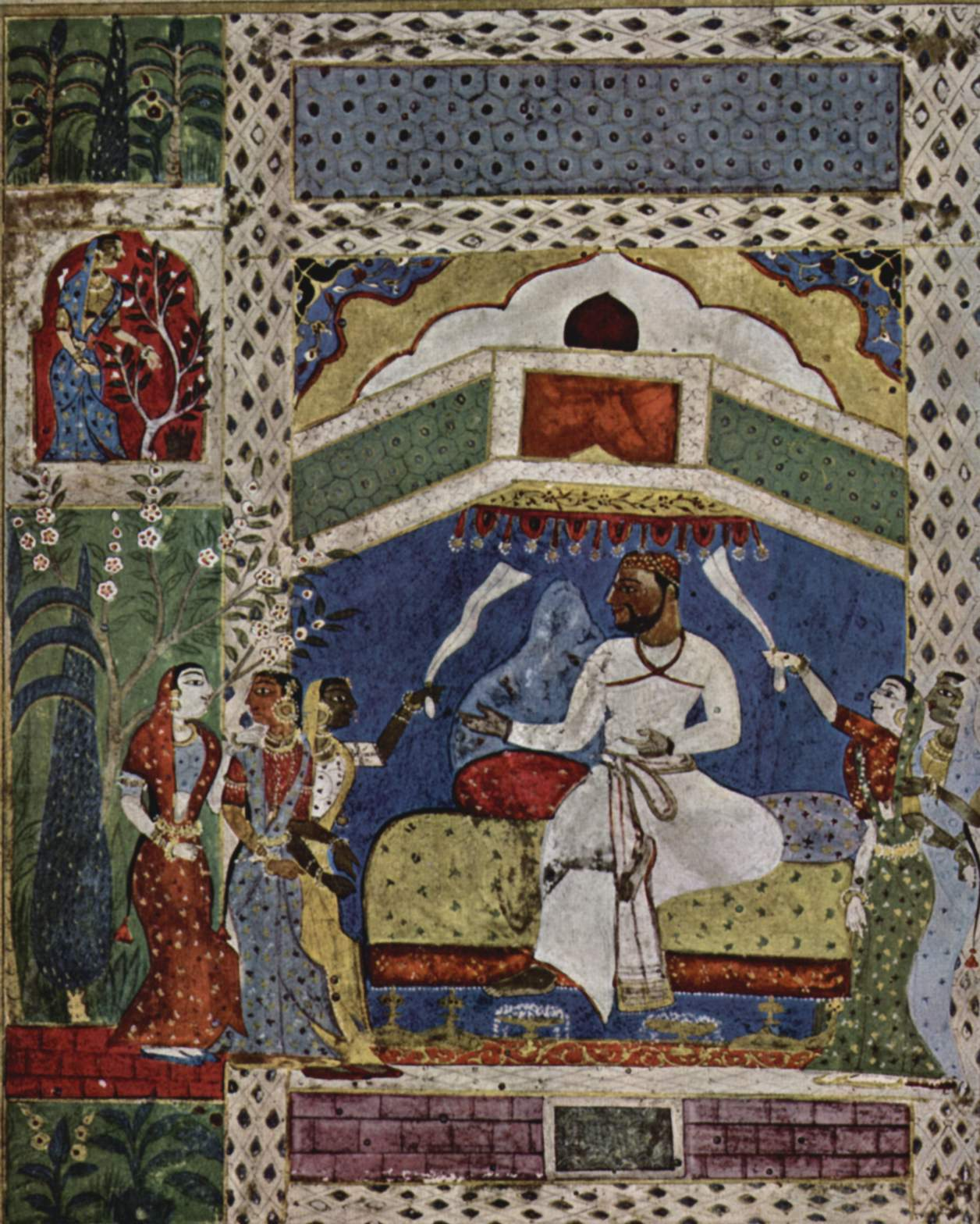
フサイン・ニザーム・シャー1世

初代アフマド・ニザーム・シャー1世の死後、第2代ブルハーン・ニザーム・シャー1世の治世、1540年頃からヴィジャヤナガル王国のムスリム5王国の離間政策もあり、アフマドナガル王国は他国と争った。
しかし、のちフサイン・ニザーム・シャー1世がビジャープル王国を中心とした5王国の連合に加わり、1565年にターリコータの戦いでヴィジャヤナガル王国を破り、その首都ヴィジャヤナガルを蹂躙した。
また、1574年にアフマドナガル王国はムスリム5王国の一つベラール王国を滅ぼし、そのデカン北部の領土を併合した。

### ムガル帝国の侵攻と滅亡

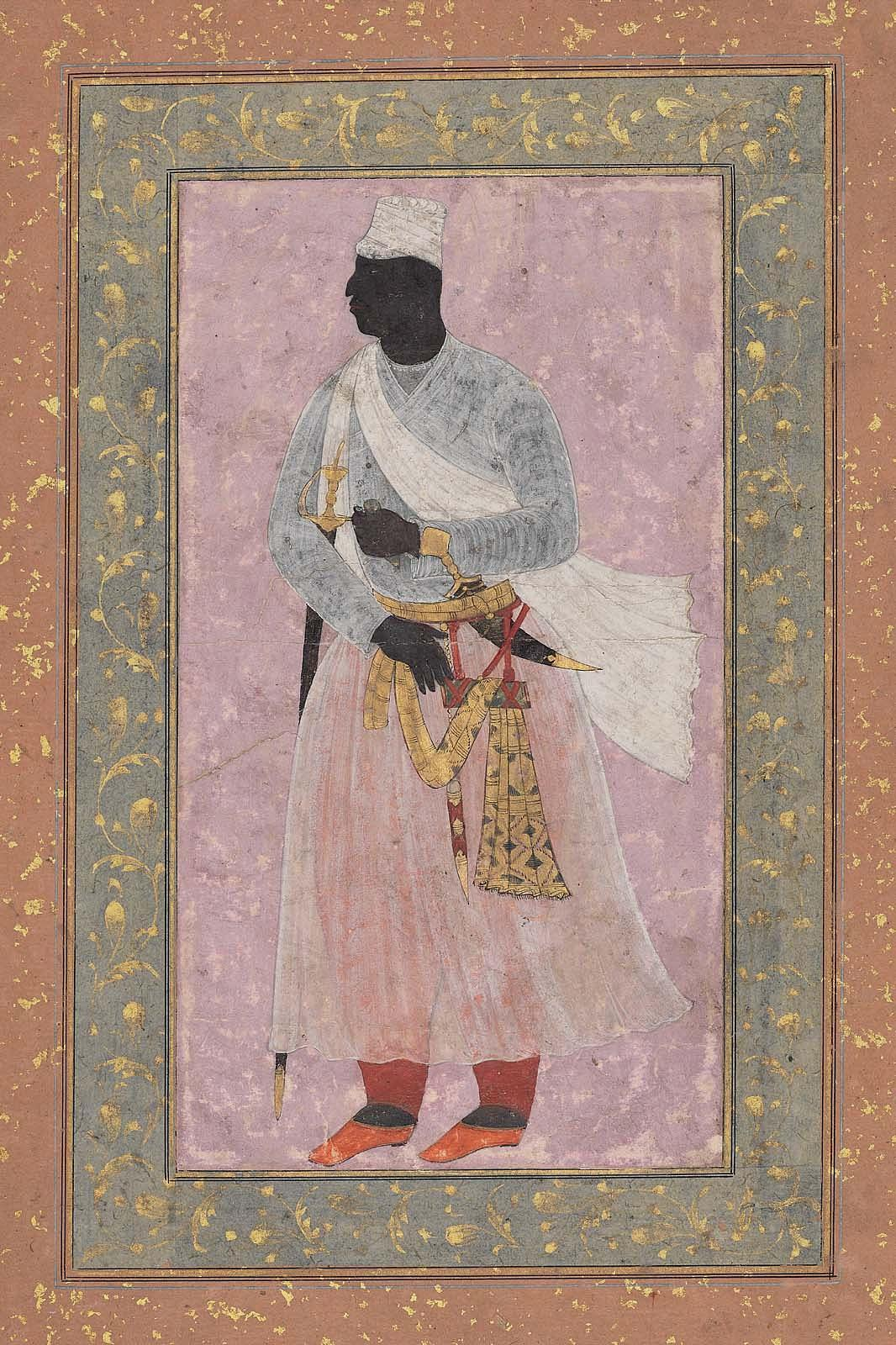
マリク・アンバル

だが、そののちアフマドナガル王国は深刻な内部抗争と、ムガル帝国の侵攻にさらされることとなった。
16世紀末、ムガル帝国の軍勢が侵攻し、チャーンド・ビービーの抵抗もむなしく、1600年8月に首都アフマドナガルが陥落した。
その後、名将マリク・アンバルが首都をパリンダーに遷し、自身が宰相となって、帝国に抵抗を重ねた。そして、1626年にマリク・アンバルが死ぬまでにはその領土のほとんどを回復した。
だが、1633年にシャー・ジャハーンの軍勢に再び首都ダウラターバードを落とされた。その後、残存勢力の抵抗もむなしく、1636年には完全に滅ぼされ、その領土は帝国とビジャープル王国との間で2分された

## 関連項目

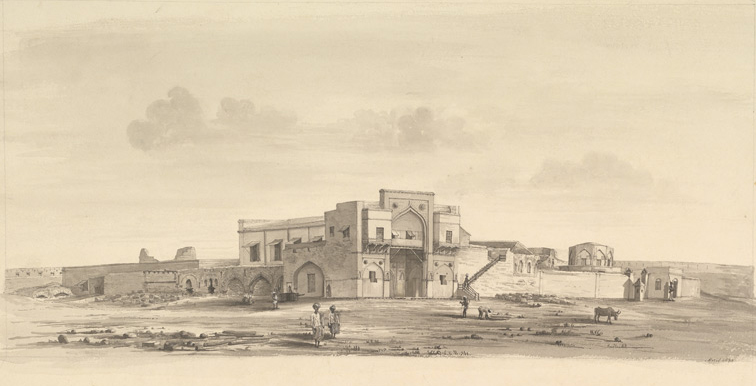
アフマドナガル城